# Svaz komunistů Kosova
Svaz komunistů Kosova (srbsky Савез комуниста Косова, albánsky Lidhjes Komuniste të Kosovës) byla regionální organizace Svazu komunistů Jugoslávie (SKJ), která v dobách socialistické Jugoslávie spravovala území této autonomní provincie Srbska.
Jednalo se o výsledek decentralizačních procesů, které v Jugoslávii probíhaly během 60. let. SKK byl jedinou legitimní politickou stranou. Mezi významné předsedy a představitele strany patřil Sinan Hasani, který se také na krátký čas stal předsedou Předsednictva SFRJ.
Ve svazu komunistů Kosova dominovalo hlavně albánské členstvo, které mělo tendence prosazovat co nejvyšší míru autonomie oblasti, která byla formálně součástí srbské svazové republiky. Tyto snahy později přerostly v boj za prohlášení Kosova samostatnou svazovou republikou, sedmou v rámci SFRJ.
V 80. letech se proti SKK ostře postavil předseda SKS Slobodan Milošević. V roce 1989 byli představitelé kosovských komunistů odvoláni a na jejich místa byly dosazeny osoby loajální bělehradské vládě. Celá tato záležitost přirozeně urychlila eskalaci kosovské i celojugoslávské krize. Toto převzetí moci bylo velmi bouřlivé a neobešlo se bez komplikací. Azem Vllasi, klíčová osobnost Svazu komunistů Kosova po roce 1981, byl v roce 1989 zatčen. Následně poté začali Albánci masově vystupovat z SKK. Na prázdná místa přišli Srbové a Černohorci, což mezi již tak značně znepokojeným albánským obyvatelstvem rozproudilo nenávist k oběma národům.
Po zavedení správy UNMIK v Kosovu chtěl Abrashi obnovit význam Trepči, avšak kvůli majetkovým sporům byl tento jeho cíl znemožněn.
V roce 1990 byl SKK transformován v součást nově vzniklé Socialistické strany Srbska.